# Distrito de Íllimo

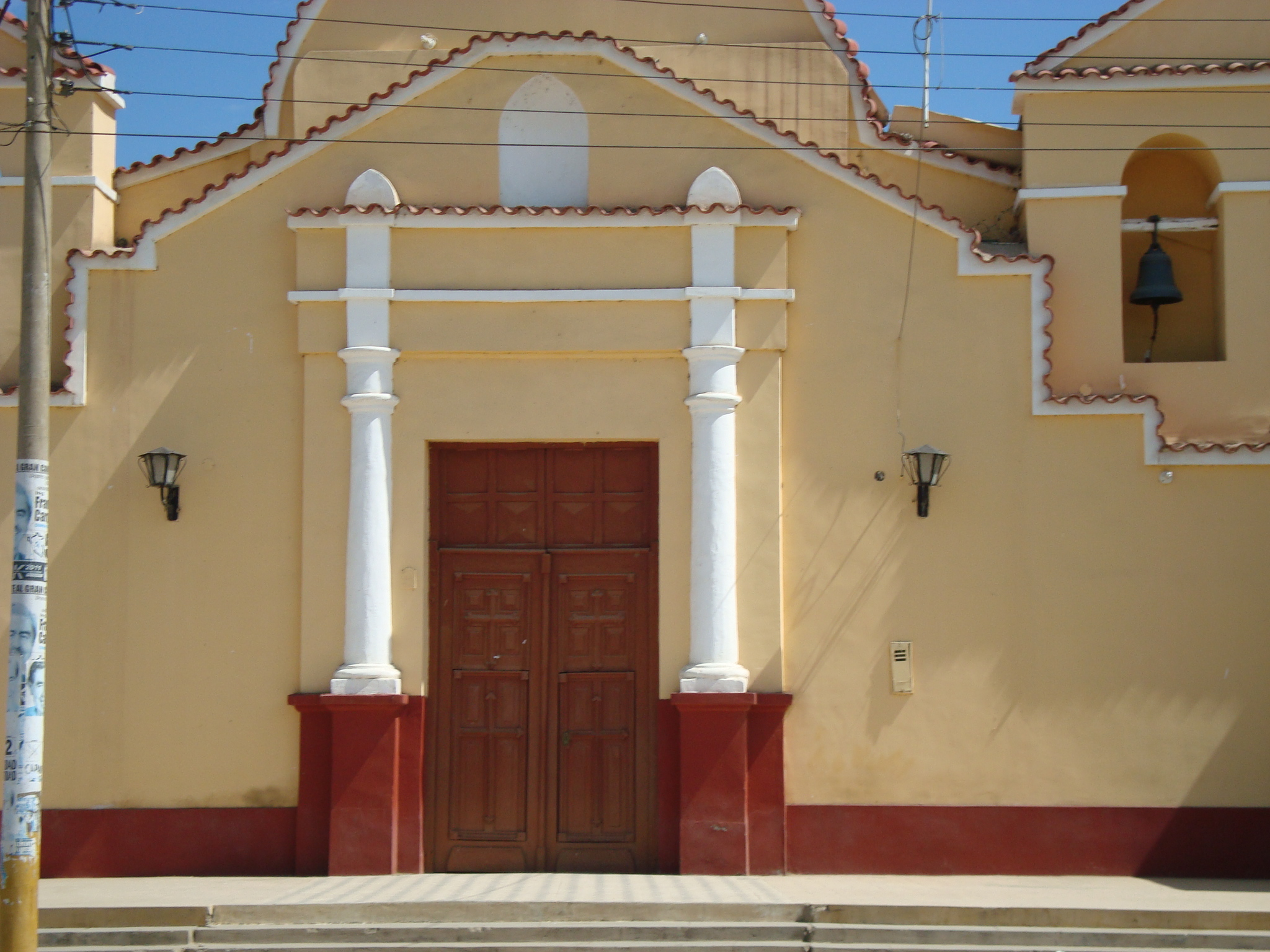
Iglesia de San Juan Bautista

El distrito de Íllimo es uno de los doce que conforman la provincia de Lambayeque, ubicada en el departamento homónimo en el Norte de Perú. Limita por el Norte con el distrito de Pacora; por el Sur con el distrito de Túcume; por el Oeste con el distrito de Mórrope y; por el Este con el distrito de Pítipo.
Desde el punto de vista jerárquico de la Iglesia católica, forma parte de la diócesis de Chiclayo.

## Historia

### Culturas prehistóricas
Íllimo es uno de los pocos lugares de la costa peruana en donde se ha encontrado cerámica de la cultura Gallinazo, lo que demuestra que ha estado habitado desde unos dos mil años antes de Cristo. El máximo exponente del ingenio illimano es el famoso Cuchillo de Íllimo o Tumi de oro encontrado en 1936 por el huaquero Hipólito Granados bajo supersivión del arqueólogo Julio César Tello. En 1996 el arqueólogo Walter Alva Alva (descubridor del Señor de Sipán) encontró la tumba del Guerrero de Íllimo, con indumentaria lambayeque que solo se conocía por las iconografías de las cerámicas de la época.

### Época republicana
El distrito fue creado por ley 136 del 22 de noviembre de 1905, en el gobierno del Presidente José Pardo y Barreda, separándose del distrito de Túcume, el cual a su vez se había desmembrado del distrito de Mochumí en el año 1894.

## Geografía
El distrito está ubicado en el centro de la provincia de Lambayeque, a 37 km al norte de la ciudad de Chiclayo. Tiene una extensión territorial de 67,30 km², una población total de 9 307 habitantes (según el censo del 2007) y una densidad poblacional de 142 hab./km². 
Su capital es el pueblo de Íllimo, ubicado sobre la margen izquierda del río La Leche, a unos 46 m s. n. m. Otros centros poblados son: San Juan de Illimo, Cruz Verde, Zápame, La Iglesia, La Tina, Terremotal. 
El suelo es llano, con algunos cerros, lomas y dunas. La principal actividad económica es la agricultura, se cultiva maíz blanco, amarillo e híbrido, así como también frijol, alfalfa y loche. También se practica ganadería y apicultura.
La temperatura es variable por las influencias del fenómeno El Niño, la temperatura mínima en invierno es 15 °C y la máxima de 18 °C mientras que en verano la temperatura mínima es de 22 °C y la máxima de 36 °C.

## Hitos urbanos

### El tumi de Íllimo
EL Tumi es uno de los principales íconos de la cultura lambayecana. Se encontró en 1936 en la huaca las ventanas, en Íllimo.

## Autoridades

### Municipales
- 2023 - 2024[8]
  - Alcalde: JUAN PABLO SANTAMARIA BALDERA
  - Regidores:

  1. ROCIO DEL PILAR SANCHEZ MACO
  2. ROXANA MARIBEL CAJUSOL BALDERA
  3. LUIS ALBERTO ACOSTA TEJADA
  4. JOSE SANTOS VENTURA SANTISTEBAN
  5. WILSON ENRIQUE HEREDIA CASTILLO

Alcaldes anteriores
- 2019 - 2022[8] Miguel Baldera Sandoval
- 2015-2018:[9] Juan Manuel Cabrera Farroñan, del Partido Alianza para el Progreso (APP).
- 2011 - 2014:[10] Juan Pablo Santamaría Baldera, del Partido Humanista Peruano (PHP).

## Festividades
Desde 1878 se celebra todos los 4, 5 y 6 de enero, la fiesta en honor al Niño Dios de Reyes. Se basa en la escenificación teatral de la adoración del Niño Dios de Reyes por los Reyes Magos. Es una fiesta muy tradicional donde se combina la herencia de una antiquísima cultura (la Cultura Lambayeque) con la herencia española del catolicismo. Iliimo es un distrito muy religioso y muy creyentes en la fe de Cristo desde que se fundó.

## Personajes célebres
El escritor Rómulo Paredes Gonzales, quien usaba el seudónimo de “Monsieur”, entre sus obras destacan “A Golpe de Arapa”, “La Coima”, “Los Bausanes”, “El Tiro por la Culata” “Ultima Escuela”, entre otras. Fundó el semanario “Monos y Monadas” en Lima. Una de sus principales preocupaciones fue la depredación de los algarrobales.